# کنتوبرنیوم
کنتوبرنیوم (انگلیسی: Contubernium) یک رابطه شبه زناشویی در روم باستان بین یک شهروند آزاد متولد شده و یک برده یا بین دو برده بود. برده‌ای که در چنین رابطه‌ای دخیل بود «کنتوبرنالیس» نامیده می‌شد. این اصطلاح طیف وسیعی از موقعیت‌ها از بردگی جنسی تا شبه ازدواج را توصیف می‌کند.